# Phyllodromica maghrebina
Phyllodromica maghrebina es una especie de cucaracha del género Phyllodromica, familia Ectobiidae. Fue descrita científicamente por Failla & Messina en 1987.
Habita en Argelia.